# 紹夫庫尼夫卡
49°32′30″N 38°34′18″E / 49.54167°N 38.57167°E
紹夫庫尼夫卡（烏克蘭語：Шовкунівка）是位於烏克蘭東部的村莊，由盧甘斯克州斯瓦托韋區的比洛庫拉基內市鎮負責管轄。該村始建於1700年，面積0.59平方公里，海拔高度173米，2001年人口319，人口密度每平方公里537.9人。